# One + One
Pour les articles homonymes, voir Sympathy for the Devil (homonymie) et OnePlus One.
Pour plus de détails, voir Fiche technique et Distribution.
One + One, ou Sympathy for the Devil, est un documentaire expérimental réalisé par Jean-Luc Godard, tourné et sorti en 1968, au moment de la création du Groupe Dziga Vertov.

## Fiche technique
- Titre original : One + One
- Titre alternatif : Sympathy for the Devil
- Réalisation et scénario : Jean-Luc Godard
- Images : Anthony B. Richmond
- Montage : Agnès Guillemot, Ken Rowles
- Production : Michael Pearson (en) et Iain Quarrier
- Société de production : Cupid Productions
- Pays de production :  Royaume-Uni
- Langue originale : anglais
- Genre : documentaire, cinéma expérimental
- Format : Couleurs (Eastmancolor) - 1,66:1 - Mono
- Durée : 100 minutes
- Année de réalisation : 1968
- Dates de sortie :
  - Royaume-Uni : 30 novembre 1968 (Festival de Londres), décembre 1968 (sortie nationale)
  - France : 7 mai 1969 (sortie nationale), 3 mai 2006 (re-sortie)

## Distribution
- Mick Jagger : lui-même
- Keith Richards : lui-même
- Charlie Watts : lui-même
- Brian Jones : lui-même
- Bill Wyman : lui-même
- Nicky Hopkins : lui-même (joueur de piano)
- Rocky Dzidzornu (sous le nom de « Rocky Dijon ») : lui-même (joueur de conga)
- Anne Wiazemsky : Eve Democracy
- Iain Quarrier : libraire fasciste
- Frankie Dymon : militant des Black Panthers
- Clifton Jones : militant des Black Panthers
- Françoise Pascal : elle-même
- Niké Arrighi : elle-même
- Joanna David : elle-même
- Bernard Boston :
- Danny Daniels :
- Ilario Pedro :
- Sean Lynch : voix du narrateur
- Roy Stewart :
- Jean-Luc Godard : lui-même

## Construction
Le film comporte deux facettes qui opposent la création et la destruction.

### Création de la chanson
Dès la première scène, le film porte sur l'enregistrement de la chanson Sympathy for the Devil des Rolling Stones, pour leur album Beggars Banquet. On voit évoluer les membres du groupe en train de créer une chanson symbolique du contexte de l'époque : révolutionnaire, symbolique, satanique.
On y voit aussi l'évolution du groupe : Mick Jagger est définitivement le leader du groupe, il entraîne les autres et les pousse même quelquefois au travail. Brian Jones est pour sa part de plus en plus effacé (à cause de la drogue, et principalement de l'alcool) et éclipsé par Keith Richards qui devient le deuxième homme du groupe.
On voit à travers le film (les scènes de répétition sont entrecoupées par d'autres scènes) l'évolution de la chanson, les différentes options musicales ajoutées ou enlevées...

### Destruction par la révolution
La deuxième facette du film est constituée de plusieurs scènes absurdes montrant des scènes d'anarchie et de révolution, dans lesquels Godard joue sur la provocation. Godard filme par exemple des groupes révolutionnaires noirs : les Black Panthers, criant des discours d'Amiri Baraka et exécutant des jeunes blanches en suaire blanc.
Une autre scène nous montre un magasin où l'on vend des magazines pornographiques et dans lequel le vendeur lit à haute voix des passages de Mein Kampf. Les clients, après avoir acheté des livres, saluent ce dernier en faisant le salut nazi et frappent deux hippies qui répondent par des slogans gauchistes.
À un autre moment, un personnage de jeune femme nommée Eve Democracy, jouée par Anne Wiazemsky, répond aux journalistes qui la questionnent sur l'art et la révolution en ne disant que yes et no. La dernière scène du film montre Eve s'élevant comme la révolution sur une grue de caméraman au-dessus de la mer, avec un drapeau rouge et un drapeau noir. Le titre de cette dernière séquence reprend en anglais un slogan de Mai 68 : « Sous les pavés, la plage ! » devient « Under the stones the beach ».
Tout au long du film, une voix off récite des passages d'un roman, peut-être écrit par Godard lui-même, qui met en scène de façon ridicule les principales personnalités politiques de l'époque. Certains passages sont récités par-dessus des scènes de répétition des Rolling Stones dont le son est alors coupé.

## Différences entreOne + OneetSympathy for the devil
- Le générique du début de Sympathy for the devil est plus long et élimine ainsi un fragment de la récitation du roman absurde.
- La dernière scène de Sympathy for the devil montre le corps d'Eve sous différentes couleurs pastel, et la version définitive de la chanson des Rolling Stones est enfin jouée. Dans One + One, Godard ne nous fait jamais écouter cette version finale, préférant laisser au spectateur le loisir de terminer la chanson et lui laisser un goût d'inachevé dans cette création.

## Autour du film
Après avoir vu la version modifiée par le producteur, Ian Quarrier, le 29 novembre 1968 au National Scene Theatre, Jean-Luc Godard quitte la salle précipitamment, demande à l'audience de faire de même, frappe le producteur et répond aux sifflements des spectateurs en criant : « Vous êtes tous des fascistes ! » .